# Konsorcium
Konsorcium (z latinského výrazu consortium – partnerství, společenství) je sdružení podnikatelů založené za účelem dosažení nějakého společného obchodního cíle. Od kartelu (koordinovaného chování účastníků hospodářské soutěže) se taková forma sdružení liší tím, že má jistou vnitřní strukturu a že může i přes případnou absenci právní subjektivity vystupovat jako ekonomická jednotka.

## Československé a české právo
V československém právu bylo konsorcium zvláštním druhem sdružení podnikatelů bez vlastní právní subjektivity, ačkoli šlo vlastně o podnikání pod společnou firmou a na společný účet. Upraveno bylo od roku 1990 v hospodářském zákoníku, po roce 1992 už nebylo obchodním zákoníkem převzato. Zůstalo ale jako neoficiální označení podnikatelů, kteří kvůli dosažení určitého cíle koordinovaně spolupracují. Toto označení je tedy v českém právu totožné se společností (societou), vytvořené na základě smlouvy o společnosti, dříve smlouvy o sdružení.
O konsorciu podle § 106za–106zc hospodářského zákoníku uzavírali podnikatelé písemnou smlouvu o sdružení a pokud se nedohodli jinak, podíleli se na společném cíli stejnou měrou. Vůči třetím osobám se zavazovali společně a nerozdílně. Konsorcium se do podnikového rejstříku nezapisovalo a kromě dohody nebo uplynutí sjednané doby končilo především dosažením sjednaného obchodního záměru.

## Francouzské právo
Právní řád Francie institut konsorcia výslovně nijak neupravuje, ale je možné jej v jeho rámci založit inominátní smlouvou. Práva a povinnosti jeho členů jsou následně posuzována na základě jejich závazků plynoucích z této smlouvy.

## Německé právo
Konsorcium je podle německého práva obchodní sdružení několika právně i ekonomicky nezávislých společností za účelem včasného provedení dohodnutého obchodního cíle. Společnosti seskupené v konsorciu ovšem podle § 705 a násl. BGB vytvářejí vlastní společnost ve smyslu občanského práva.
Navenek tak smluvní vztahy s obchodním partnery uzavírá konsorcium jako takové, přičemž vedoucí konsorcia jedná s protistranou jménem konsorcia. Obchodní partneři jsou ale rovněž seznámeni s jednotlivými členy konsorcia. Dovnitř konsorcia naopak platí, že vedoucí konsorcia jedná výhradně vlastním jménem, avšak na účet tohoto právního vztahu. Vnitřní vztahy též existují pouze mezi obchodními partnery a vedoucím konsorcia. Pouze navenek konsorcium vystupuje jako subjekt práva a smluvní strana, a může být proto držitelem pohledávky či dlužníkem obchodního partnera. Podle judikatury BGH konsorcium odpovídá za porušení povinností vedoucího konsorcia.
Tato vnější odpovědnost může být v dohodě o konsorciu rozdělena v rámci konsorcia. Pro vnitřní vztah mezi vedoucím konsorcia a konsorciem platí ustanovení o smlouvě o zastoupení (§ 675 a násl. BGB). V případě centralizovaného konsorcia jsou transakce přijímány vedoucím konsorcia, který proporcionálně jedná s členy konsorcia, a proto je konsorcium zevnitř pravidelně řízeno centralizovaně. Jediným věřitelem pohledávek a jediným dlužníkem závazků je v obou případech vedoucí konsorcia, takže protistrana musí započítávat pohledávky/závazky pouze vůči němu.